# 후지와라노 요시타카

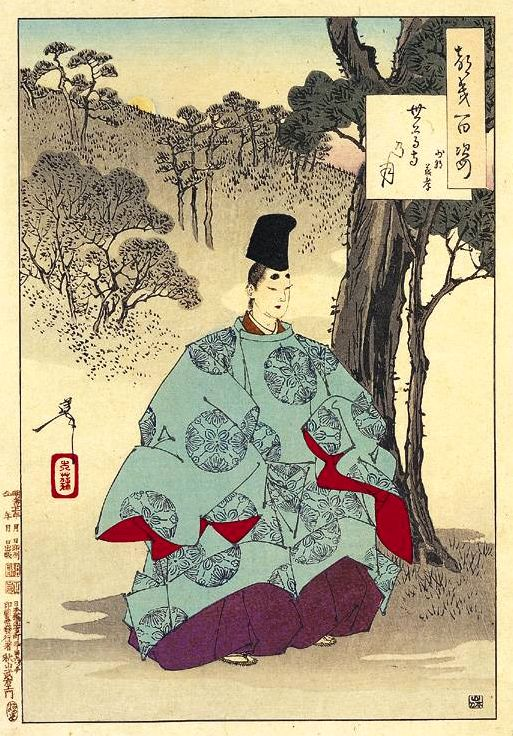
후지와라노 요시타카

후지와라노 요시타카(일본어: 藤原義孝, 954년 ~ 974년 음력 9월 16일)는 일본 헤이안 시대의 귀족, 시인이다.
조정의 관직에 있으면서 틈틈이 시를 지었다.

## 와카
```
당신을 위해 버려도 상관없는 목숨이지만, 오래 살고 싶다고 지금 깨달았습니다.
君がため 惜しからざりし いのちさへ 長くもがなと 思ひけるかな
```